# Paul Schrader
Paul Schrader (* 22. července 1946 Grand Rapids) je americký filmový scenárista a režisér. Jeho starší bratr Leonard Schrader byl rovněž scenáristou a režisérem. Jeho první manželkou byla filmová dekorátorka Jeannine Oppewall (1969–1976). V roce 1983 se oženil s herečkou Mary Beth Hurt.
Je autorem nebo spoluautorem scénářů ke čtyřem filmům Martina Scorseseho: Taxikář (1976), Zuřící býk (1980), Poslední pokušení Krista (1988) a Počítání mrtvých (1999). Dále se podílel například na scénářích k filmům Japonská mafie (režie Sydney Pollack, 1974), Posedlost (režie Brian De Palma, 1976) a Pobřeží moskytů (režie Peter Weir, 1986).
Jeho režijním debutem byl snímek Modré límečky z roku 1978. Později natočil například filmy Naostro (1979), Americký gigolo (1980) s Richardem Gerem, remake stejnojmenného filmu Kočičí lidé (1982), Mishima: A Life in Four Chapters (1985), který je považován kritiky za jeho nejlepší film, Podivná pohostinnost (1990) podle knihy Iana McEwana Cizinci ve městě (1981), Muž beze spánku (1992), Utrpení / Muž v nesnázích (1997), za který byl nominován na Oscara, Jako vzteklí psi (2007), Okamžik vzkříšení (2008) a Poslední šance na pomstu (2014). Ve filmu Prokletý kšeft, který režíroval v roce 2016, si také zahrál. Šlo o jeho vůbec první hereckou roli. Často spolupracuje s herci Willemem Defoem (šest filmů) a Nicolasem Cagem (dva filmy). Jeho dalším filmem je Zoufalství a naděje (2017) s Ethanem Hawkem v hlavní roli.
Rovněž je autorem scénáře filmu There Are No Saints (2022), který byl ve vývoji od roku 2014. Dále by měl vzniknout film Life from the Other Side podle jeho scénáře v režii Bradleyho Bredewega. Sám by rovněž měl režírovat snímek Nine Men from Now.
V roce 1985 režíroval videoklip k písni „Tight Connection to My Heart (Has Anybody Seen My Love)“ od Boba Dylana

## Filmografie
| Rok  | Film                                    | Funkce  | Funkce     | Poznámky        |
| Rok  | Film                                    | Režisér | Scenárista | Poznámky        |
| ---- | --------------------------------------- | ------- | ---------- | --------------- |
| 1974 | Japonská mafie                          | Ne      | Ano        |                 |
| 1976 | Taxikář                                 | Ne      | Ano        |                 |
| 1976 | Posedlost                               | Ne      | Ano        |                 |
| 1977 | Bez slitování                           | Ne      | Ano        |                 |
| 1978 | Modré límečky                           | Ano     | Ano        |                 |
| 1979 | Naostro                                 | Ano     | Ano        |                 |
| 1979 | Old Boyfriends                          | Ne      | Ano        |                 |
| 1980 | Americký gigolo                         | Ano     | Ano        |                 |
| 1980 | Zuřící býk                              | Ne      | Ano        |                 |
| 1982 | Kočičí lidé                             | Ano     | Ano        |                 |
| 1985 | Mishima: A Life in Four Chapters        | Ano     | Ano        |                 |
| 1986 | Pobřeží moskytů                         | Ne      | Ano        |                 |
| 1987 | Světlo mého dne                         | Ano     | Ne         |                 |
| 1988 | Poslední pokušení Krista                | Ne      | Ano        |                 |
| 1988 | Patty Hearstová                         | Ano     | Ne         |                 |
| 1990 | Podivná pohostinnost                    | Ano     | Ne         |                 |
| 1992 | Muž beze spánku                         | Ano     | Ano        |                 |
| 1994 | Hon na čarodějnice                      | Ano     | Ne         | Televizní film. |
| 1996 | Vyšší zájem                             | Ne      | Ano        |                 |
| 1997 | Utrpení / Muž v nesnázích               | Ano     | Ano        |                 |
| 1997 | Touch                                   | Ano     | Ano        |                 |
| 1999 | Navždy má                               | Ano     | Ano        |                 |
| 1999 | Počítání mrtvých                        | Ne      | Ano        |                 |
| 2002 | Auto Focus – Muži uprostřed svého kruhu | Ano     | Ne         |                 |
| 2005 | Pod nadvládou zla                       | Ano     | Ne         |                 |
| 2007 | Jako vzteklí psi                        | Ano     | Ano        |                 |
| 2008 | Okamžik vzkříšení                       | Ano     | Ne         |                 |
| 2013 | The Canyons                             | Ano     | Ne         |                 |
| 2014 | Poslední šance na pomstu                | Ano     | Ano        |                 |
| 2016 | Prokletý kšeft                          | Ano     | Ne         | Rovněž herec.   |
| 2017 | Zoufalství a naděje                     | Ano     | Ano        |                 |
| 2021 | The Card Counter                        | Ano     | Ano        |                 |
| 2022 | Master Gardener                         | Ano     | Ano        |                 |
| 2022 | There Are No Saints                     | Ne      | Ano        |                 |
| 2024 | Oh, Canada                              | Ano     | Ano        |                 |
| 2026 | The Basics of Philosophy                | Ano     | Ano        |                 |